# Флаг Денвера
Флаг Денвера — официальный символ города и округа Денвер, штат Колорадо, США. Представляет собой полотнище, на котором белая полоса в виде зигзага отделяет верхнюю часть тёмно-синего цвета, в середине которой находится жёлтый диск, от нижней части красного цвета. Таким образом, флаг изображает солнце в синем небе над покрытыми снегом горами. Жёлтый цвет символизирует золото гор штата, красный цвет — цветную землю, которая является значением слова «Колорадо». Расположение жёлтого круга в центре означает центральное нахождение Денвера в штате. Белый зигзаг олицетворяет индейское наследие Колорадо.
Флаг был разработан ученицей Северной старшей школы Маргарет Овербек и утверждён в 1926 году.
В 2004 году Североамериканская вексиллологическая ассоциация поставила флаг Денвера на 3-е место в списке 150 лучших флагов городов США.